# Puerto Chichalaco
Puerto Chichalaco är en ort i Mexiko.   Den ligger i kommunen San Miguel Totolapan och delstaten Guerrero, i den södra delen av landet, 240 km sydväst om huvudstaden Mexico City. Puerto Chichalaco ligger 2 880 meter över havet och antalet invånare är 116.
Terrängen runt Puerto Chichalaco är bergig åt nordost, men åt sydväst är den kuperad. Puerto Chichalaco ligger uppe på en höjd. Runt Puerto Chichalaco är det glesbefolkat, med 12 invånare per kvadratkilometer. Närmaste större samhälle är La Aurora, 13,6 km sydost om Puerto Chichalaco. I omgivningarna runt Puerto Chichalaco växer i huvudsak blandskog.